# Xun

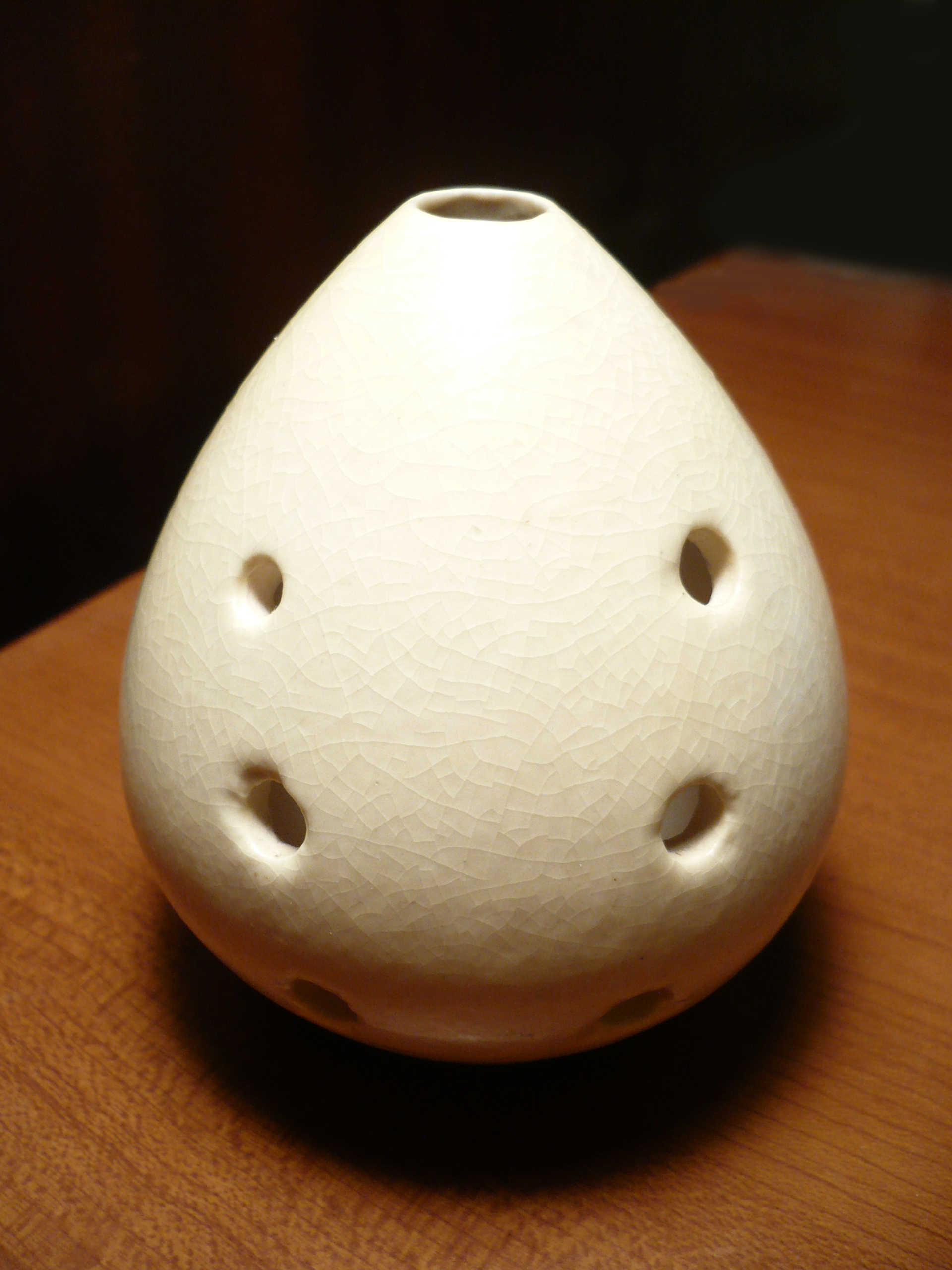
Part frontal d'un xun de terrissa vernissada. S'hi aprecia el forat per bufar-hi (part superior) i els sis forats pels dits.

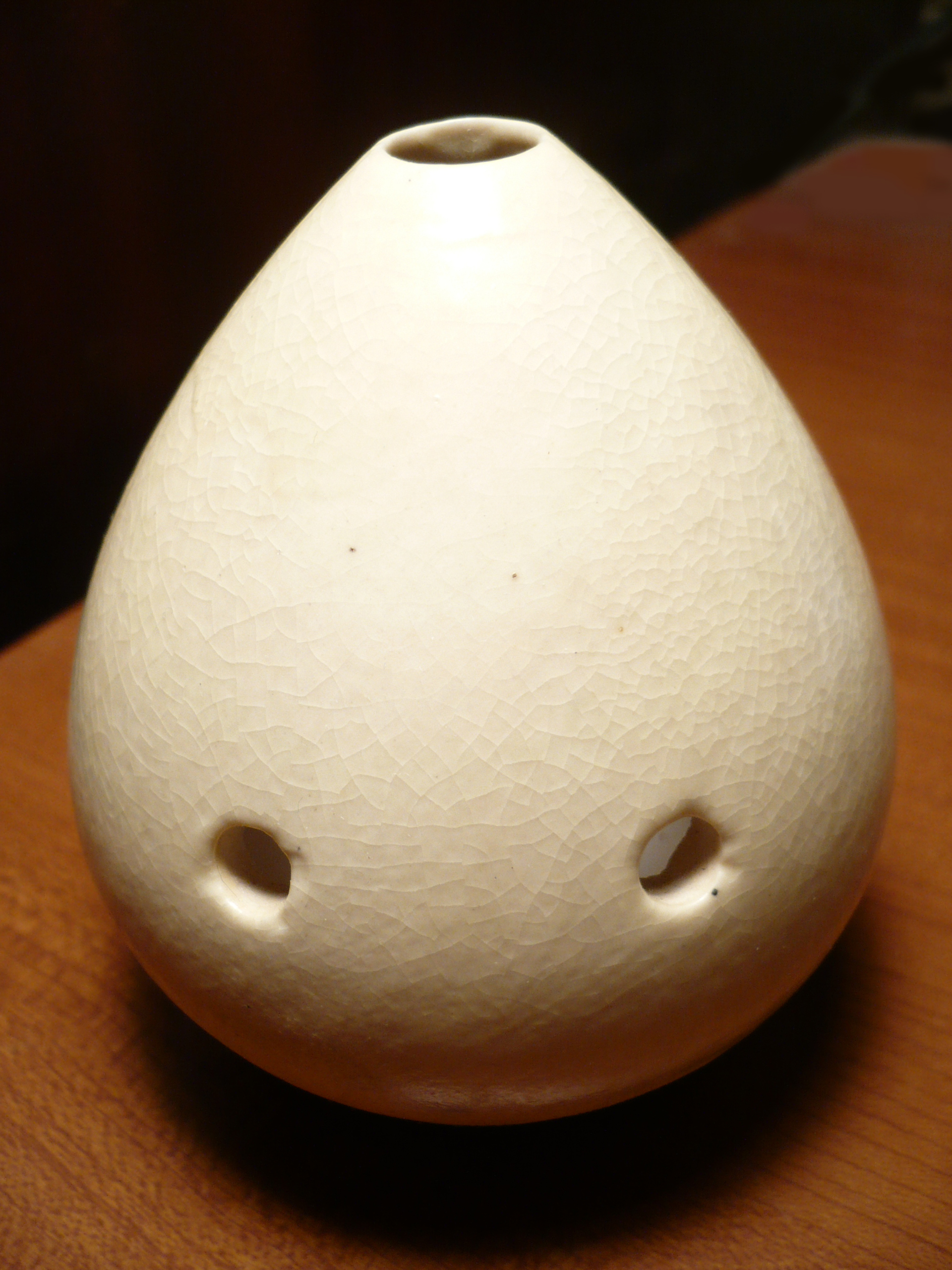
Part del darrere d'un xun de terrissa vernissada. S'hi aprecia el forat per bufar-hi (part superior) i els dos forats pels polzes.

El xun (xinès tradicional: 塤, xinès simplificat: 埙, pinyin: xūn) és un instrument tradicional de la Xina. Es tracta d'una ocarina sense bisell de forma ovalada o ovoïdal de la qual se n'han obtingut peces arqueològiques de fa aproximadament set mil anys. Aquest fet els converteix en un dels instruments musicals més antics de la Xina. Originalment era fet d'os o argila cuita, i més tard es començà a fabricar en argila i ceràmica.

## Components
El xun és un tipus d'ocarina ovoïdal o ovalada sense bisell amb com a mínim tres forats per dits al davant i dos forats pels polzes al darrer, juntament amb un forat a dalt per bufar-hi. Té un forat de bufat a dalt i pot tenir fins a deu forats pels dits. Se'n fabriquen en una àmplia varietat de mides, essent les més grans destinades a obtenir sons més greus i viceversa.

## Història i desenvolupament
L'origen d'aquest instrument de vent es reumnta a l'edat de pedra (com a mínim al cinquè mil·lenni abans de Crist) i està estretament relacionat amb les pràctiques de caça xineses primerenques. Els caçadors solien portar pedres o boles de fang lligades per tal caçar animals salvatges. A vegades aquestes eren perforades pel que, en llançar-les, emetien so. Aquest so resultava interessant als oients i, per aquesta raó, van començar a reproduir-lo bufant als forats del que, a través del perfeccionament, acabarien esdevenint xuns.
S'han trobat també instruments similars en tombes comunes de la dinastia Xia que podien produir les notes do, mi, sol, la i fa. No va ser però fins a la dinastia Shang que es va estandarditzar el xun, afegint-hi forats i passant a poder produir tots els tons i semitons d'una octava.
Durant la dinastia Zhou el xun ja era un instrument comú que es tocava a la cort imperial.
El seu disseny, però, no només ha variat al llarg del temps. També variava segons si estava destinat a ser tocat per diversió, en corts imperials o en celebracions.

## Importància cultural

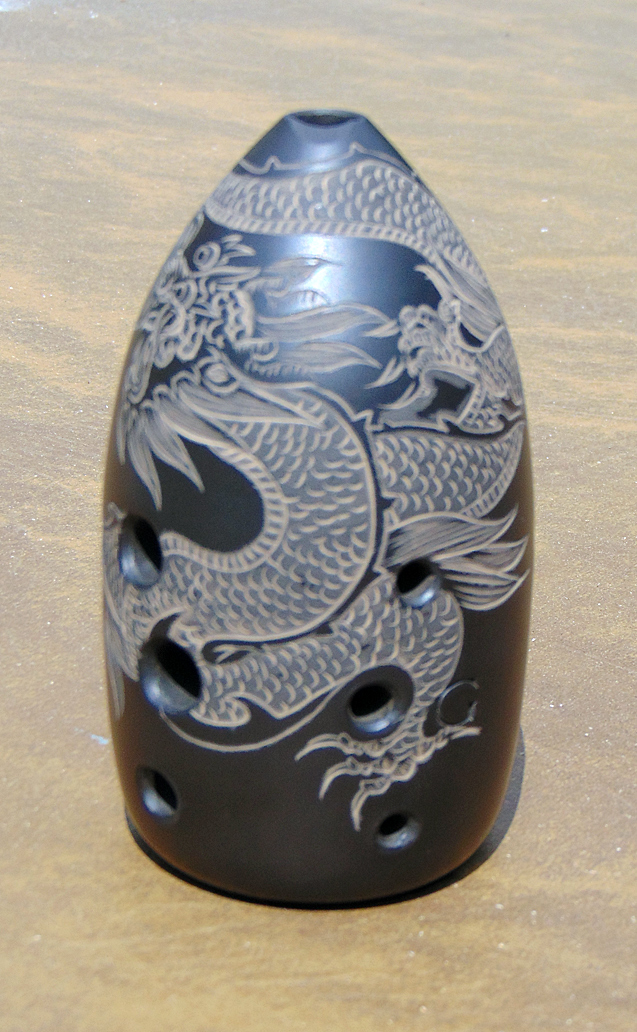
Un xun modern de ceràmica decorat amb el gravat d'un drac.

L'ús del xun en el marc de la història de la Xina es va centrar principalment a la música de palau. Tanmateix, el so de xun s'ha associat també a ermitans, a laments de dames i a herois al final de la seva força i s'ha usat sovint per representar tons desgarradors i músiques solemnes a les corts dels emperadors. El so del xun té una bellesa particular que evoca solitud, dessolació i elegància. S'ha considerat també la materialització de concepcions estètiques xineses úniques. En les orquestres tradicionals xineses el xun forma part de les veus altes. El seu so suau i contundent combina timbres alts i baixos en proporcions harmonioses. En aquest sentit, el xun representa també la idea d'harmonia, una de les parts principals dels valors xinesos tradicionals.

## Instruments similars
L'equivalent coreà és el hun (hangul: 훈; hanja: 塤). Al Japó, el mateix tipus d'instrument s'anomena tsuchibue (hiragana: つちぶえ ; kanji: 土笛, literalment "flauta de terra"). En assamès es coneix com a xutuli.